# باديرني
بلدية باديرني (بالإسبانية: Paderne)‏، هي إحدى بلديات مقاطعة لا كرونيا إحدى مقاطعات إسبانيا، و التي تقع في منطقة جليقية شمال غرب إسبانيا.
يبلغ عدد سكانها 2.751 نسمة وفقاً لإحصائية سنة (2002).